# Dialéctica del amo y el esclavo

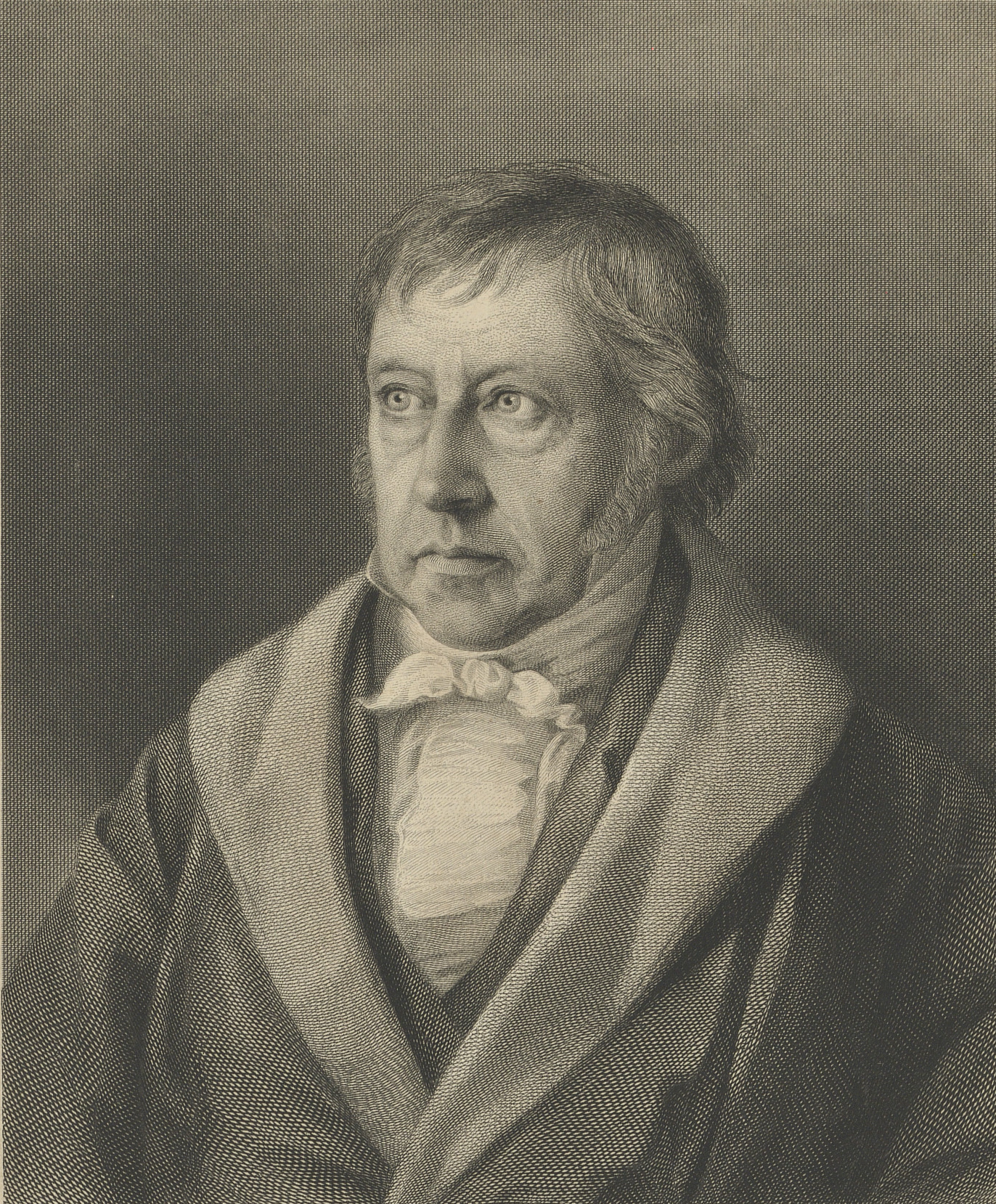
Hegel fue quien acuñó el término "amo y esclavo".

La dialéctica del amo y el esclavo (en alemán: Herrschaft und Knechtschaft) es el nombre de un célebre pasaje dentro de la Fenomenología del espíritu de Georg Wilhelm Friedrich Hegel. Este fragmento ha sido ampliamente considerado como un elemento clave en la filosofía del siglo XX, influyendo en numerosos pensadores posteriores.
El pasaje se encuentra en el capítulo IV, titulado "Autonomía y dependencia de la autoconciencia: dominio y servidumbre", donde Hegel describe de forma narrativa el enfrentamiento entre dos seres autoconscientes que buscan el reconocimiento mutuo. Esta dinámica conduce a una lucha a muerte en la que uno termina sometiendo al otro, solo para descubrir que la dominación no le otorga el control sobre el mundo que buscaba.
Sin embargo, la idea de una "dialéctica del amo y el esclavo" como núcleo interpretativo de Hegel es en gran medida un mito moderno. Hegel nunca utilizó este concepto en los términos en que ha sido popularizado. Fue el filósofo ruso Alexandre Kojève, en sus influyentes conferencias sobre la Fenomenología del espíritu, quien reformuló esta sección bajo una perspectiva existencialista y marxista, otorgándole un peso que no necesariamente tenía en la obra original. En Hegel, la oposición se refiere estrictamente a los conceptos de dominio (Herrschaft) y servidumbre (Knechtschaft), los cuales, aunque fundamentales en su análisis de la autoconciencia, no deben confundirse con la interpretación posterior de Kojève ni con la lectura sociopolítica que de ella se desprendió.

## Contexto
"Autonomía y dependencia de la autoconciencia: dominio y servidumbre" es la primera de las dos subsecciones tituladas en el capítulo "Autoconsciencia" de Fenomenología del espíritu. Está precedido en el capítulo por una discusión entre la vida y el deseo, entre otras cosas, y es seguido por "Libre conciencia de sí mismo: estoicismo, escepticismo y la conciencia infeliz".
Hegel escribió esta historia o mito para explicar su idea de cómo la autoconsciencia se sublima dialécticamente a lo que él denomina Ciencia, Espíritu y Conocimiento Absoluto. Como trabajo, la Fenomenología puede considerarse tanto como un trabajo independiente, aparentemente considerado por Hegel como a priori para comprender la Ciencia de la lógica, y como parte de la Ciencia de la lógica, donde Hegel discute el conocimiento absoluto.

## Reconocimiento
Fundamentalmente, para Hegel, el conocimiento absoluto o el Espíritu no pueden llegar a existir sin que antes una autoconciencia reconozca otra autoconciencia. Johann Gottlieb Fichte había explorado un problema de este tipo en la historia de la filosofía y su tratamiento marca un hito en la filosofía europea.

## El mito de Hegel
Para explicar cómo funciona esto, Hegel utiliza una historia que es, en esencia, una historia abstracta e idealizada sobre cómo se encuentran dos personas. Sin embargo, la idea de Hegel del desarrollo de la autoconciencia a partir de la conciencia y su sujeción a una unidad superior en el conocimiento absoluto, no es el cerebro contorneado de la ciencia natural y la biología evolutiva, sino una construcción fenomenológica con una historia; uno que debe haber pasado la lucha de la libertad antes de realizarse.
El lenguaje abstracto utilizado por Hegel nunca permite interpretar esta historia de una manera directa. Se puede leer como autoconciencia a través del desarrollo de un niño o adulto, o autoconciencia en el comienzo de la historia humana (ver hominización) o como la de una sociedad o nación que realiza la libertad.
Que la dialéctica amo y esclavo pueda interpretarse como un proceso interno que ocurre en una persona o como un proceso externo entre dos o más personas es un resultado, en parte, del hecho de que Hegel afirma un "fin a la antítesis del sujeto y el objeto". Lo que ocurre en la mente humana también ocurre fuera de ella. El objetivo y el subjetivo, según Hegel, se subliman entre sí hasta que se unifican, y la "historia" lleva este proceso a través de sus diversos "momentos" cuando el levantamiento de dos momentos contradictorios da como resultado una unidad superior.
Primero, las dos conciencias abstractas se encuentran y se asombran ante la realización del yo como un objeto extraño. Cada uno puede optar por ignorar al otro, en cuyo caso no se forma la autoconciencia y cada uno ve al otro simplemente como un objeto animado en lugar de un sujeto equivalente. O bien, se quedan hipnotizados por el otro como un espejo e intentan, como lo habían hecho anteriormente controlar su propio cuerpo, afirmar su voluntad.
Según Hegel: "Al acercarse al otro, ha perdido su propio yo, ya que se encuentra a sí mismo como otro ser; en segundo lugar, ha sublatado a ese otro, ya que esta conciencia primitiva no considera al otro como esencialmente real, sino que se ve a sí misma en el otro."

### Reacción
Cuando inicialmente se enfrenta con otra persona, el yo no puede ser reconocido de inmediato: "Apareciendo así inmediatamente en la escena, son como objetos ordinarios, formas independientes, individuos sumergidos en el ser [o en la inmediatez] de la Vida".[cita requerida]

### Lucha mortal
Se produce una lucha a muerte. Sin embargo, si uno de los dos muere, el logro de la autoconciencia falla. Hegel se refiere a este fallo como "negación abstracta", no la negación o la sublación requerida. Esta muerte se evita por acuerdo, comunicación o subordinación a la esclavitud. En esta lucha, el amo emerge como amo porque no le teme a la muerte, ya que no ve su identidad dependiente de la vida, mientras que el esclavo de este miedo consiente en la esclavitud. Esta experiencia de miedo por parte del esclavo es crucial, sin embargo, en un momento posterior de la dialéctica, se convierte en el requisito previo para el desarrollo ulterior del esclavo.

### Esclavitud y dominio
Toda mente tiene la necesidad de interactuar o relacionarse con otras mentes, pero cuando dos mentes se encuentran, cada una tiene su forma diferente de ver el mundo, entonces se formará una batalla de mentes, y la mente ganadora será el amo, y la que fue vencida debe reconocerse ante la otra como esclava. Lo que toda mente desea es el reconocimiento de otra, por eso si una mente gana no puede matar a la otra porque ya no tendría su reconocimiento. El amo, no le teme a la muerte, y lo más importante para él es la libertad, mientras que el esclavo, teme a la muerte y no le importa tanto su libertad.

### Contradicción y resolución
Sin embargo, este estado no es feliz y no se logra la plena conciencia de sí mismo. El reconocimiento por parte del esclavo es meramente bajo pena de muerte. La autoconciencia del amo depende del esclavo para su reconocimiento y también tiene una relación mediada con la naturaleza: el esclavo trabaja con la naturaleza y comienza a transformarla en productos para el amo. A medida que el esclavo crea más y más productos con mayor y mayor sofisticación a través de su propia creatividad, comienza a verse reflejado en los productos que creó, se da cuenta de que el mundo que lo rodeaba fue creado por sus propias manos, por lo que el esclavo ya no está alienado de su propio trabajo y logra la autoconciencia, mientras que el amo, por otro lado, se ha vuelto totalmente dependiente de los productos creados por su esclavo. Es así como el amo está entonces esclavizado por el trabajo de su esclavo.

## Conclusiones
Una interpretación de esta dialéctica es que ni un esclavo ni un amo pueden considerarse plenamente conscientes de sí mismos. Una persona que ya ha alcanzado la autoconciencia no podría ser esclavizada, por lo que la autoconciencia debe considerarse no como un logro individual, o un logro de la evolución natural y genética, sino como un fenómeno social.
El filósofo Robert Brandom explica que:
"La discusión de Hegel sobre la dialéctica del amo y el Esclavo es un intento de demostrar que las relaciones asimétricas y reconocibles son metafísicamente defectuosas, que las normas que instituyen no son del tipo correcto para ayudarnos a pensar y actuar, para que sea posible pensar y actuar. El conocimiento asimétrico es de esta manera una autoridad sin responsabilidad, del lado del amo, y responsabilidad sin autoridad, del lado del esclavo. Y el argumento de Hegel es que, a menos que la autoridad y la responsabilidad sean proporcionales y recíprocas, no hay una normativa real. Los estados son instituidos. Esta es una de sus ideas más importantes y, sin duda, una de sus más profundas, aunque no es tan fácil ver cómo funciona el argumento"
La interpretación única de Alexandre Kojève difiere de esto. Para Kojève, las personas nacen y la historia comenzó con la primera lucha, que terminó con los primeros amos y esclavos. Una persona es siempre amo o esclavo; y no hay humanos reales donde no hay amos y esclavos. La historia llega a su fin cuando termina la diferencia entre amo y esclavo, cuando el amo deja de ser amo porque ya no hay esclavos y el esclavo deja de ser esclavo porque no hay más amos. Se produce una síntesis entre amo y esclavo: el ciudadano integral del estado universal y homogéneo creado por Napoleón.

## Influencias
La relación entre amo y esclavo ha generado numerosas discusiones e ideas durante el siglo XX, en especial porque hay una posible conexión con el concepto de la lucha de clases propuesto por Karl Marx, el cual incentiva la necesidad de un fuerte desarrollo social. Chris Arthur establece que "las diferencias fundamentales entre Marx y Hegel se vuelven obvias cuando notamos que, mientras Marx sostiene que sólo un cambio en el modo de producción recupera para el trabajador su sentido de sí mismo y su realización, Hegel piensa que el efecto educativo del trabajo, incluso dentro de una relación de producción explotadora, es suficiente para que el trabajador se manifieste el propio "significado" de su producto".
La dialéctica del amo y el esclavo de Hegel ha sido muy influyente en las ciencias sociales, la filosofía, los estudios literarios, la teoría crítica, los estudios postcoloniales y en el psicoanálisis. Además, la tópica de amo y esclavo de Hegel, y particularmente el énfasis en el reconocimiento, ha sido de crucial influencia en el esquema relacional de Martin Buber en Yo y tú, el relato de Simone de Beauvoir sobre la historia y la dinámica de las relaciones de género en El segundo sexo y la descripción de Frantz Fanon de la relación colonial en Piel negra, máscaras blancas. El artículo de Susan Buck-Morss, Hegel y Haití, sostiene que la revolución haitiana influyó en la escritura de Hegel de su dialéctica amo-esclavo.